# Брингрен
Брингрен (англ. Bryngwran, валл. Bryngwran) — село в Сполученому Королівстві Великої Британії та Північної Ірландії, розташоване на заході острова Англсі, в однойменному графстві Острів Англсі, у князівстві Уельс.

## Галерея

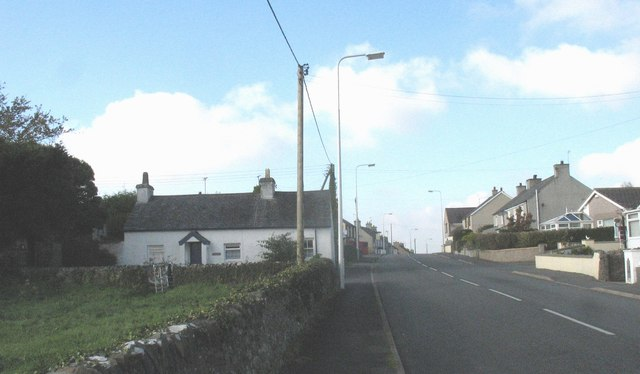
В’їзд у село зі сходу
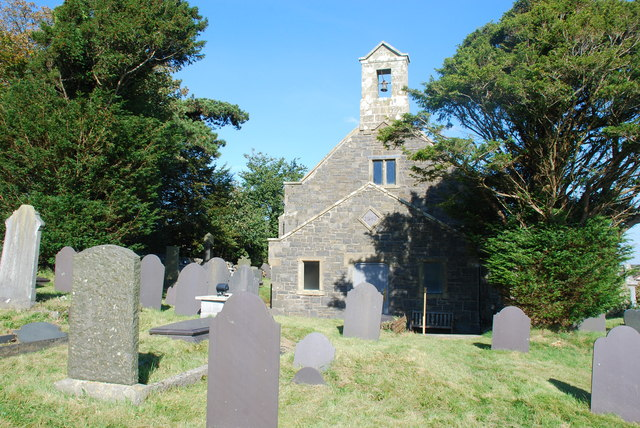
Церква Святої Трійці
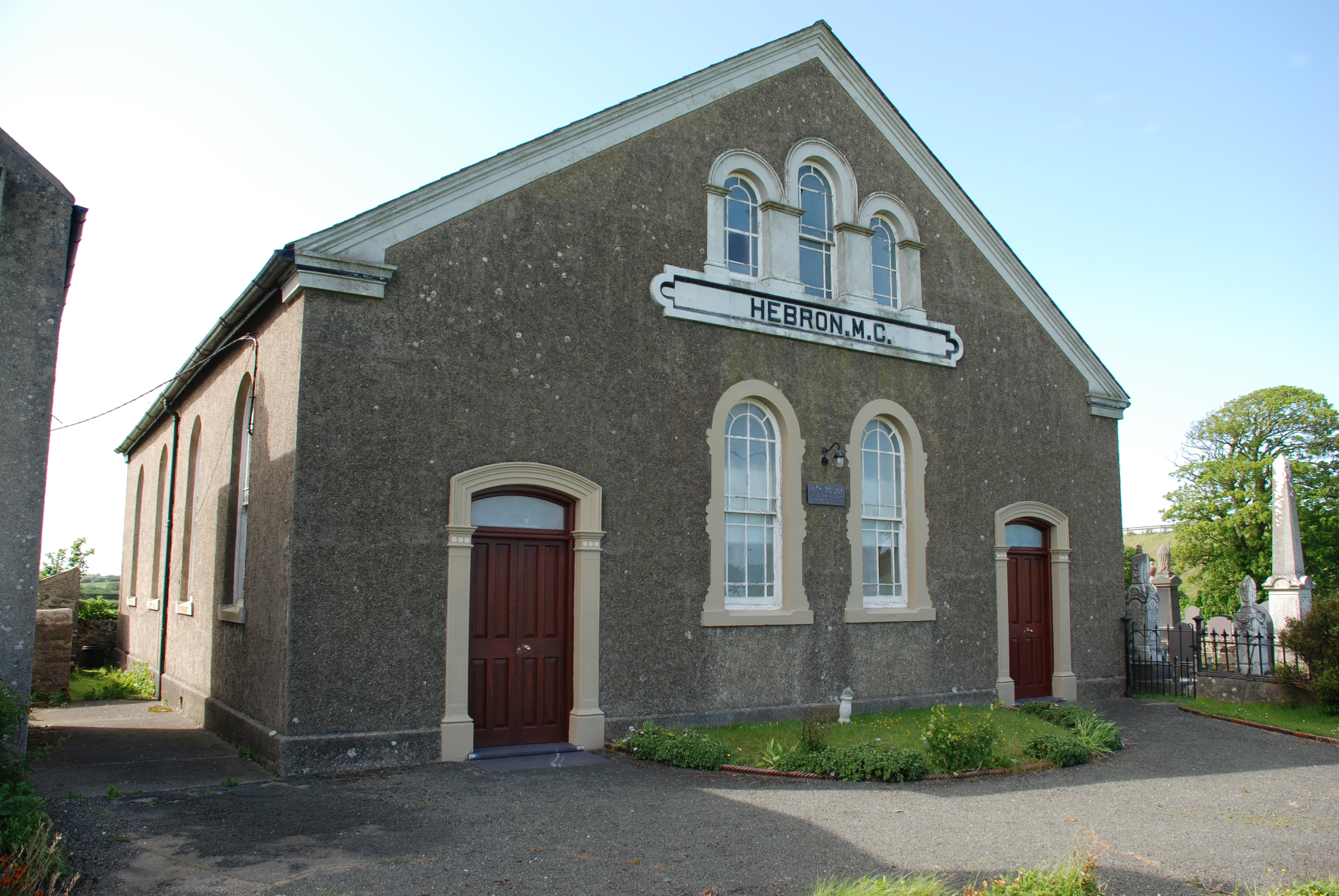
Кальвіністська методистська каплиця